# 加州之梦
（参考译名：加州之梦）是一首由媽媽與爸爸合唱團的成员约翰·菲利普斯与米歇尔·菲利普斯创作，并由巴里·马奎尔在1965年首次录制的歌曲，然而该歌曲最著名的版本则是由媽媽與爸爸合唱團在1965年12月发行的版本。这首歌在《滚石》杂志的“史上最伟大的500首歌曲”榜单中排名第89位。它的歌词表达了记叙者在寒冷的冬日对加州温暖气候的向往。
这首歌标志了反文化运动时代的到来。
于1966年6月被美國唱片業協會认证为金唱片，并在2001年被收录于格莱美名人堂。
本曲在1994年王家卫执导的电影《重庆森林》中多次出现，是剧情发展的重要组成部分。